# Медаља за јунаштво
Спомен-медаља за јунаштво у рату 1862. установљена је 1862. године. Црногорско-турски рат (1862) између Османског царства и Црне Горе условио је стварање ове медаље. Рат је завршен поразом Црногораца и миром у Ријеци Црнојевића. Медаља је била намијењена онима који су показали посебне подвиге у том рату и носили су је само учесници рата. Медаља је кована у сребру, а њен творац је Вацлав Сејдан (Václav Jan Seidan). На лицу се налази профил главе кнеза Николе I Петровића Његоша, около према ободу налази се текст Никола I Књаз Црногорски. На наличију медаље у среди налази се натпис За јунаштво 1862. около, по ободу, су вјенчићи од храстове и ловорове гранчице који су у средини спојени машном. Пречник медаље износио је 31 милиметар. Трака медаље је троугласта и савијена, од рипса, са бијелим и црвеним пругама. Ношена је на десној страни груди.

## Добитници
- Милош Кривокапић
- Архимандрит Нићифор (Дучић)